# Centre d'accès à la nature de l'UQAM
Le Centre d'accès à la nature de l'UQAM' est une base de plein air gérée par le Centre sportif de l'UQAM offrant de l'hébergement et des activités sportives et située dans les Hautes-Laurentides, à 130 kilomètres (90 minutes) de Montréal, dans la municipalité de Lac-Supérieur.

## Présentation
Le Centre d'accès à la nature de l'UQAM est né de l'initiative de quelques employés et instructeurs de plein air du Centre sportif de l'UQAM. Ce projet communautaire a pu se réaliser et se développer dès 1976 grâce à l'implication bénévole et enthousiaste, année après année, de nombreux étudiants et membres du Centre sportif, qui ont bâti les chalets et aménagé le réseau de sentiers. Plus de 3000 visiteurs en profitent chaque année.

## Hébergement
Le Centre d'accès à la nature de l'UQAM offre trois chalets-refuges, équipés pour l'hébergement hivernal ou 12 sites de camping rustique, réservés pour la saison estivale.

## Activités
- Randonnée pédestre
- Ski de randonnée et raquette (Les sentiers ne sont pas damés mécaniquement. )
- Baignade
- Sentier d’interprétation de la nature
- Pique-nique
- Chute